# Dwight Foster (politikus)
Dwight Foster (Providence, 1757. december 7. – Brookfield, 1823. április 29.) az Amerikai Egyesült Államok szenátora (Massachusetts, 1800–1803).